# Italy 9 Championship 2015
L'Italy 9 Championship 2015 è stato la 1ª edizione del campionato nazionale di football a 9 organizzato dalla IAAFL in collaborazione con l'AICS. Il torneo è iniziato il 14 marzo ed è terminato il 6 giugno 2015 con la disputa della finale.

## Squadre partecipanti
| Club               | Città                  | Stadio | Sponsor ufficiale | Risultato nella stagione 2016 |
| ------------------ | ---------------------- | ------ | ----------------- | ----------------------------- |
| Alfieri Asti       | Asti                   |        |                   |                               |
| Bobcats Parma      | Parma                  |        |                   |                               |
| Broncos Faenza     | Faenza (RA)            |        |                   |                               |
| Celtics Dolomiti   | Feltre (BL)            |        |                   |                               |
| Cowboys Selvazzano | Selvazzano Dentro (PD) |        |                   |                               |
| Lancieri Novara    | Novara                 |        |                   |                               |
| Pitbulls Viterbo   | Viterbo                |        |                   |                               |
| Rams Milano        | Milano                 |        |                   |                               |
| Waves Sanremo      | Sanremo (IM)           |        |                   |                               |

## Stagione regolare

### Andata

#### 1ª giornata
| Selvazzano Dentro 14 marzo 2015, ore 20:00 | Cowboys Selvazzano | 12 – 6 (d.t.s.) (0-0 0-0 6-0 0-6 OT 6-0) | Celtics Dolomiti | Stadio Ceron |

| Sanremo 14 marzo 2015, ore 20:30 | Waves Sanremo | 0 – 29 (0-9 0-14 0-0 0-6) | Lancieri Novara | Campo di Pian di Poma |

| Parma 15 marzo 2015, ore 14:30 | Bobcats Parma | 6 – 40 (0-9 0-25 0-0 6-6) | Broncos Faenza | Stadio via Montanara |

#### 2ª giornata
| Asti 22 marzo 2015, ore 14:00 | Alfieri Asti | 26 – 0 (0-0 7-0 6-0 13-0) | Waves Sanremo | Campo Sportivo Comunale Fregoli |

| Milano 22 marzo 2015, ore 14:00 | Rams Milano | 50 – 6 (12-0 20-6 15-0 3-0) | Cowboys Selvazzano | Centro Sportivo Saini |

| Viterbo 22 marzo 2015, ore 14:00 | Pitbulls Viterbo | 22 – 12 (8-6 14-0 0-0 0-6) | Bobcats Parma | Stadio Parrocchiale Villanova |

#### 3ª giornata
| Novara 28 marzo 2015, ore 20:00 | Lancieri Novara | 43 – 0 (13-0 7-0 16-0 7-0) | Alfieri Asti | C.S. Novarello Via Dante Graziosi 1 |

| Feltre 29 marzo 2015, ore 14:30 | Celtics Dolomiti | 0 – 45 (0-3 0-13 0-22 0-7) | Rams Milano |  |

| Faenza 29 marzo 2015, ore 14:00 | Broncos Faenza | 20 – 26 (d.t.s.) (6-6 6-6 0-8 8-0 OT 0-6) | Pitbulls Viterbo |  |

### Ritorno

#### 4ª giornata
| Sanremo 11/12 aprile 2015 | Waves Sanremo | 26 – 28 | Alfieri Asti |  |

| Milano 12 aprile 2015, ore 14.30 | Rams Milano | 44 – 0 (12-0 13-0 9-0 10-0) | Celtics Dolomiti | Centro Sportivo Saini |

| Viterbo 11/12 aprile 2015 | Pitbulls Viterbo | 12 – 14 | Broncos Faenza |  |

#### 5ª giornata
| Novara 18 aprile 2015, ore 20:00 | Lancieri Novara | 45 – 0 (17-0 7-0 14-0 7-0) | Waves Sanremo | C.S. Novarello Via Dante Graziosi 1 |

| Feltre 19 aprile 2015, ore 14:30 | Celtics Dolomiti | 2 – 26 (0-6 2-6 0-8 0-6) | Cowboys Selvazzano |  |

| Parma 18/19 aprile 2015 | Bobcats Parma | 34 – 28 (d.t.s.) (8-6 6-0 6-22 8-0 OT 6-0) | Pitbulls Viterbo |  |

#### 6ª giornata
| Asti 25/26 aprile 2015 | Alfieri Asti | 0 – 36 (0-20 0-3 0-3 0-10) | Lancieri Novara | Campo Sportivo Comunale Fregoli |

| Selvazzano 25 aprile 2015, ore 20:00 | Cowboys Selvazzano | 21 – 24 (6-6 8-6 7-12 0-0) | Rams Milano |  |

| Faenza 25/26 aprile 2015 | Broncos Faenza | 43 – 0 | Bobcats Parma |  |

### Classifiche
- PCT = percentuale di vittorie, G = partite giocate, V = partite vinte, P = partite perse, PF = punti fatti, PS = punti subiti
- La qualificazione ai Playoff è indicata in verde
- La qualificazione ala Wild Card è indicata in giallo

#### Northwestern Conference
| Pos. | Squadra         | PCT   | G | V | P | PF  | PS  |
| ---- | --------------- | ----- | - | - | - | --- | --- |
| 1    | Lancieri Novara | 1.000 | 4 | 4 | 0 | 153 | 0   |
| 2    | Alfieri Asti    | 0.500 | 4 | 2 | 2 | 53  | 105 |
| 3    | Waves Sanremo   | .000  | 4 | 0 | 4 | 26  | 127 |

#### Northern Conference
| Pos. | Squadra            | PCT   | G | V | P | PF  | PS  |
| ---- | ------------------ | ----- | - | - | - | --- | --- |
| 1    | Rams Milano        | 1.000 | 4 | 4 | 0 | 163 | 27  |
| 2    | Cowboys Selvazzano | 0.500 | 4 | 2 | 2 | 65  | 72  |
| 3    | Celtics Dolomiti   | .000  | 4 | 0 | 4 | 8   | 127 |

#### Central Conference
| Pos. | Squadra          | PCT   | G | V | P | PF  | PS  |
| ---- | ---------------- | ----- | - | - | - | --- | --- |
| 1    | Broncos Faenza   | 0.750 | 4 | 3 | 1 | 117 | 44  |
| 2    | Pitbulls Viterbo | 0.500 | 4 | 2 | 2 | 88  | 80  |
| 3    | Bobcats Parma    | 0.250 | 4 | 1 | 3 | 52  | 133 |

## Playoff
I playoff sono iniziati il 17 maggio 2015 con l'incontro di wild card tra le migliori seconde e si sono conclusi il 6 giugno con la disputa della finale a Granozzo con Monticello.

### Tabellone
|  | Wild Card | Wild Card          | Wild Card |  |  | Semifinali | Semifinali         | Semifinali |  |  | Finale | Finale          | Finale |
|  |           |                    |           |  |  |            |                    |            |  |  |        |                 |        |
|  |           |                    |           |  |  |            | Lancieri Novara    | 33         |  |  |        |                 |        |
|  |           | Alfieri Asti       | 12        |  |  |            | Cowboys Selvazzano | 0          |  |  |        |                 |        |
|  |           | Cowboys Selvazzano | 42        |  |  |            |                    |            |  |  |        | Lancieri Novara | 42     |
|  |           |                    |           |  |  |            |                    |            |  |  |        | Rams Milano     | 40     |
|  |           |                    |           |  |  |            | Rams Milano        | 54         |  |  |        |                 |        |
|  |           |                    |           |  |  |            | Broncos Faenza     | 3          |  |  |        |                 |        |

### Wild Card
| Asti 17 maggio 2015 | Alfieri Asti | 12 – 42 | Cowboys Selvazzano | Campo Sportivo LungoTanaro |

### Semifinali
| Novara 23 maggio 2015, ore 20:45 | Lancieri Novara | 33 – 0 | Cowboys Selvazzano |  |

| Milano 24 maggio 2015, ore 15:00 | Rams Milano | 54 – 3 | Broncos Faenza |  |

### Finale
| Granozzo con Monticello 7 giugno 2015, ore 18:00 | Lancieri Novara | 42 – 40 | Rams Milano | Novarello - Villaggio Azzurro |

## XXIX Superbowl IAAFL
La partita finale è stata disputata a Granozzo con Monticello il 7 giugno 2015.

## Verdetti
- Lancieri Novara Campioni d'Italia IAAFL 2015.